# Ponte ferroviario di Riga
Il Ponte ferroviario (in lettone Dzelzceļa tilts) è un ponte che attraversa il fiume Daugava a Riga, in Lettonia.

## Storia

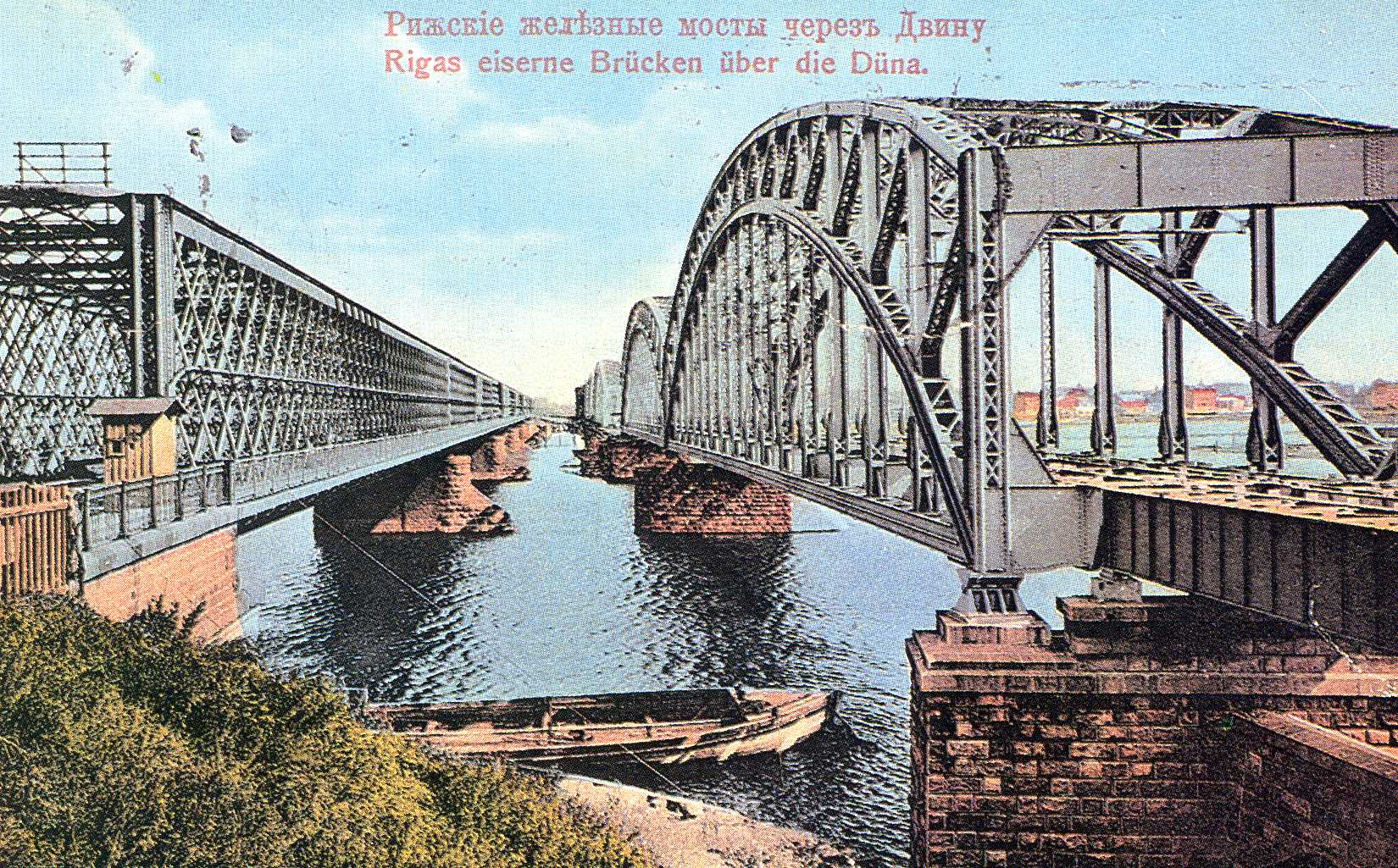
Il ponte Zemgale e il ponte ferroviario affiancati nel 1914

Un primo ponte di ferro sul fiume Daugava, conosciuto anche come ponte Zemgale dal nome dell'omonimo distretto cittadino, venne costruito a Riga tra il 1871 e il 1872 su progetto dell'ingegnere militare russo Amand Struve. Era costituito da una carreggiata centrale con un unico binario per il traffico ferroviario, affiancata da due marciapiedi destinati ai pedoni.
Già agli inizi del XX secolo il crescente traffico ferroviario rese necessaria la costruzione di un secondo ponte, adiacente al primo. La costruzione venne approvata il 27 febbraio 1902, ma i lavori iniziarono solo nel 1909, per terminare l'11 maggio 1914.
Il 2 settembre 1917, durante la prima guerra mondiale, due campate del ponte vennero fatte saltare dall'esercito russo. Il ponte venne ricostruito dai tedeschi e continuò ad essere usato fino alla seconda guerra mondiale, quando nel 1944 venne completamente distrutto dalle truppe tedesche in ritirata. Insieme ad esso venne distrutto anche il vicino ponte Zemgale.
Negli anni successivi il traffico ferroviario attraverso il fiume venne garantito da un ponte provvisorio in legno. Il ponte ferroviario venne ricostruito a partire dal 1947 e riaperto al traffico nel 1951, mentre il ponte Zemgale non venne più ricostruito.
Il 26 agosto 2014 è stato confermato Ponte Ferroviario come nome ufficiale del ponte.
Al 2018 è l'unico ponte ferroviario che attraversa il fiume Daugava a Riga. La costruzione di un nuovo ponte fa parte delle opere previste dalla Rail Baltica, la nuova infrastruttura per il collegamento ferroviario di Polonia, Lituania, Lettonia, Estonia e Finlandia.

## Descrizione

Il ponte illuminato nel 2013

Nel 1947 il ponte è stato ricostruito nella medesima posizione e secondo il progetto originale del 1914 opera degli ingegneri Pjotr Voznessenski e A. Zibers.
Lungo complessivamente 850 metri, in origine era composto da 8 campate con archi in travatura reticolare in acciaio. Al giorno d'oggi la parte verso la sponda destra del fiume è composta da 5 campate con archi reticolari in acciaio che ricalcano la forma di quelle originarie, mentre la parte sinistra è composta da 4 campate a trave.
Il ponte ospita un doppio binario ferroviario.
Nel 2008 è stato completato il sistema di illuminazione del ponte, iniziato l'anno precedente. L'impianto, costato più di 200.000 lats, prevede due tipi di illuminazione nei giorni lavorativi e nei giorni festivi e permette di illuminare i piloni, le colonne e gli archi in metallo del ponte di blu e bianco, i due colori della bandiera della città.